# Pointe Mathews
La Pointe Mathews (3.783 m s.l.m.) è una vetta secondaria della Grande Casse nelle Alpi della Vanoise e del Grand Arc nel dipartimento francese della Savoia.

## Storia

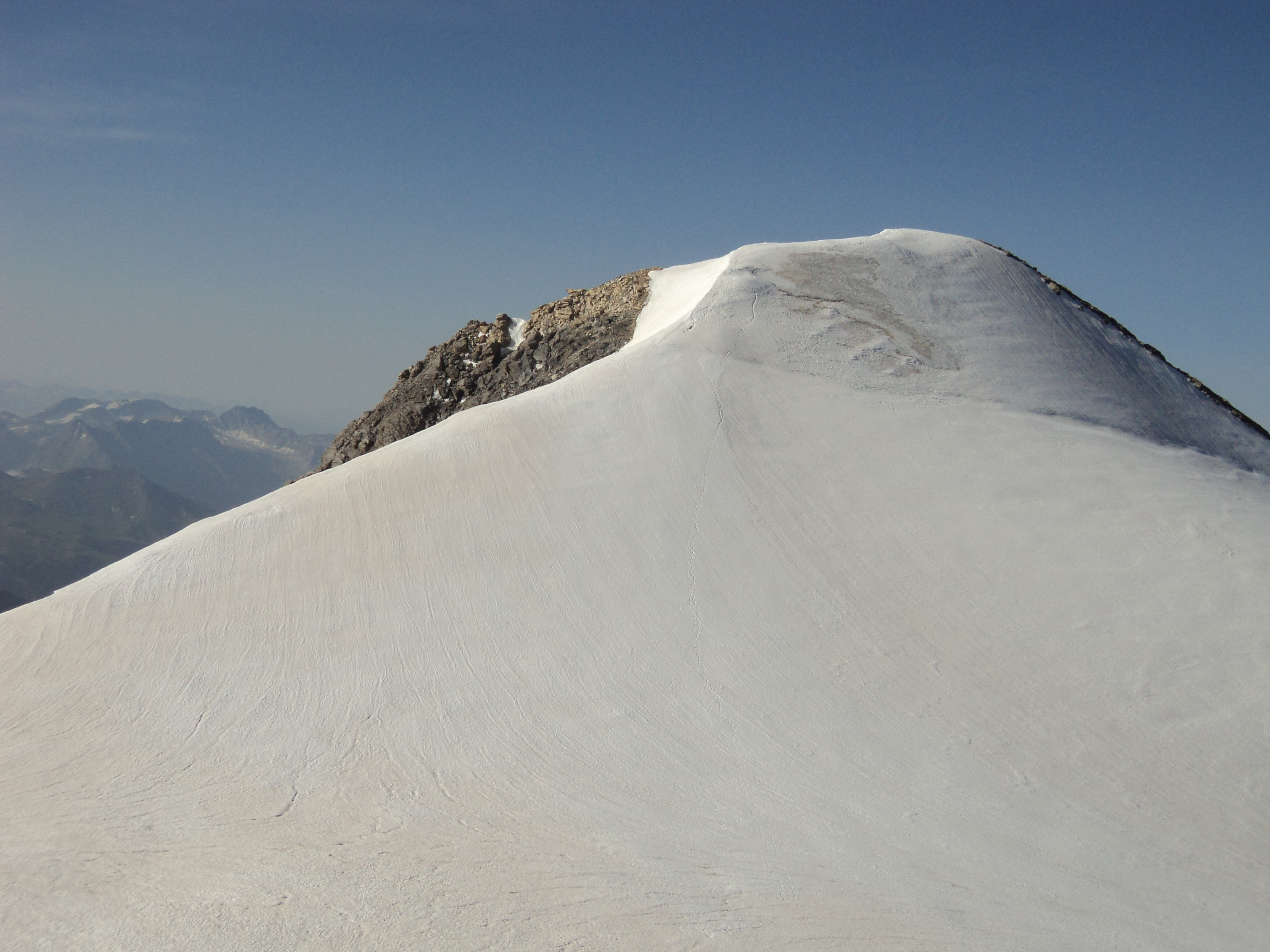
La Pointe Mathews vista dal Col des Grands Couloirs.

La montagna prende il nome da William Mathews che insieme a Michel Croz ed E. Favre per primi salirono la Grande Casse l'8 agosto 1860.

## Caratteristiche
La montagna è separata dalla Grande Casse dal Col des Grands Couloirs, colle dal quale scende il Ghiacciaio des Grand Couloirs. Si trova a sud-ovest rispetto alla vetta principale.

## Salita alla vetta
Si può salire alla vetta percorrendo la via normale alla Grande Casse. Una volta raggiunto il Col des Grands Couloirs la Pointe Mathews è facilmente raggiungibile.
Viene salita espressamente se viene percorso il Couloir Messimy per raggiungere la vetta della Grande Casse.